# فقط یک نادان
«فقط یک احمق» (به انگلیسی: Just a Fool) تک‌آهنگی از هنرمند اهل ایالات متحده آمریکا کریستینا آگیلرا، بلیک شلتن است که در ۴ دسامبر ۲۰۱۲ منتشر شد. این تک‌آهنگ در آلبوم لوتوس (آلبوم کریستینا آگیلرا) قرار داشت.